# HHV Donar
HHV Donar is een Nederlandse handbalvereniging uit het Overijsselse Hengelo. Donar is opgericht op 1 april 1959 door een fusie tussen de handbal afdelingen van HGV en Tubantia.
In 2009 werd het 50-jarig bestaan van de club gevierd. Toentertijd telde de club 150 leden. Het ledenaantal daalde de opvolgende jaren, vooral de jeugd haakte af bij de Hengelose handbalvereniging. Een poging om te fuseren met Olympia strandde. 
Anno 2020 had de vereniging nog maar 50 à 60 leden, waarvan 20 spelende leden uitkomend in twee herenteams, daarom had de vereniging nauwelijks toekomst. Daarom werd er gezocht naar fusiepartner, waar uiteindelijk KSV BWO uitkwam. De voorgenomen fusie moet nog door de algemene ledenvergaderingen van beide verenigingen worden bevestigd.